# Ernst Widmer

Ernst Widmer (Aarau, 25 de abril de 1927 - Aarau, 3 de janeiro de 1990) foi um compositor, regente, pianista, professor e pedagogo musical suíço-brasileiro

## Biografia
Seu pai, um artista plástico, pretendia que o jovem Ernst também se tornasse um pintor. Mas, graças ao avô, que acreditou no seu talento musical e pagou seus estudos, pôde se formar no Conservatório de Zurique (1947 - 1950). Ali, sob a orientação de Willy Burkhard (composição), Walter Frey (piano) e Paul Müller (instrumentação), graduou-se, no ano de 1950, em Piano, Composição e em Pedagogia de disciplinas teóricas e contraponto. Nesse período, a obra recente de Bartók exerceu sobre ele uma forte influência, que se traduz em várias de suas composições.
Em 1955, casa-se com a soprano belgo-brasileira Sonia Born, que então cantava na Rádio de Lugano. Na mesma época,  conhece Hans-Joachim Koellreutter, que havia fundado, em 1954, os Seminários Internacionais de Música da Universidade da Bahia   - atualmente Escola de Música da Universidade Federal da Bahia - e precisava de professores que assumissem suas propostas inovadoras. Convidado por  Koellreutter, o jovem casal Widmer aceita o desafio e vem para a Bahia, em 1956. Widmer sucederia Koellreutter na direção dos Seminários Livres de Música, em 1963.
Separa-se da primeira esposa e, em 1962, casa-se de novo, desta vez com a soprano Eunyldes Bispo, mais conhecida como Adriana Widmer, sua antiga aluna, com quem teve três filhos - René, Laura e Bárbara.
Em Salvador, onde passaria a metade da sua vida - até a sua aposentadoria, em 1987 - Widmer foi professor titular da Escola de Música da Universidade Federal da Bahia. Lecionou composição, orquestração, improvisação, teoria, percepção e educação musical, regente do Madrigal da Universidade Federal da Bahia e professor.
Widmer idealizou os Cursos de Música Nova e as Apresentações de Compositores da Bahia. Foi mestre de três gerações de regentes e compositores de distintas tendências, dentre os quais se incluem Benito Juarez, Lindembergue Cardoso, Fernando Barbosa de Cerqueira (n. 1941), Jamary Oliveira, Carlos Veiga (28 de março de 1940 - 26 de junho de 2011), Tom Zé, Marco Antônio Guimarães, Agnaldo Ribeiro, Paulo Costa Lima e muitos outros. Foi também o mentor de um importante movimento musical que, em 1966, deu origem ao Grupo de Compositores da Bahia.
Em 1965, naturalizou-se brasileiro.
Autor de uma vasta obra, Widmer interessou-se pelo folclore musical baiano, compreendendo-o, porém, de forma peculiar, conforme  explicou, em 1983, por ocasião da gravação da sua obra Sertania: Sinfonia do Sertão opus 138 (para voz, violão e grande orquestra), composta para o filme de animação Boi Aruá, de Francisco Liberato de Mattos, que conta a história do Boi Encantado e  seus  sete desafios:
"Aproveitamento, adaptação e arranjo de material autóctone fatalmente o deturpam. Geralmente, o resultado é deprimente e, destituído de sua força original, o material apresenta-se estranhamente aguado ou adocicado. Tentei amenizar a inevitável deturpação, reforçando propositadamente asperezas, depurando a opulência do aparato sinfônico a uma ascese de escassez e estruturando a forma de tal modo que a Sinfonia possa tornar-se retrato fiel da intrepidez, do rigor, da essência do universo do sertão".
A admiração que nutria por seu compatriota Anton Walter Smetak, notável inventor de instrumentos musicais, resultou na composição de peças como Busca e Rumos, especialmente concebidas para o instrumental criado por Smetak.
Em 1987, depois de se aposentar, Widmer passa a dividir residência entre Salvador e Belo Horizonte, enquanto escrevia sua Ópera da liberdade, op. 172, sobre o episódio da Inconfidência Mineira (libreto de Myriam Fraga), apoiado pela Sociedade Vitae (Bolsa de Artes), obra que ficaria inacabada.
Depois da aposentadoria, os laços com a terra natal se estreitaram. Uma prova dessa reaproximação foi o concerto comemorativo do seu 60º aniversário, organizado pela administração do Cantão de Aargau e realizado em 27 de junho de 1987, em sua cidade natal. No ano seguinte, fundava-se em Aarau a Sociedade Ernst Widmer (Ernst Widmer Gesellschaft) com o objetivo de fomentar e promover sua obra na Suíça e no estrangeiro. Por desejo do compositor, essa sociedade mantém seus manuscritos autógrafos e detém seus direitos autorais.
Em 1988, o valor de sua obra artística e pedagógica, nacionalmente reconhecido, conduziu-o à cadeira nº 31 da Academia Brasileira de Música, cujo patrono foi o musicólogo baiano Guilherme de Mello.
Em 1989,  Ernst Widmer organizou um singular encontro entre afoxé e sinfonia, no Teatro Castro Alves, em Salvador, com a participação da Orquestra Sinfônica da Bahia e do Grupo de Afoxé Filhos de Gandhi, na execução da obra Possível Resposta de Canto em Canto 2, opus 169, inspirada, por sua vez, em A Pergunta Não-Respondida de Charles Ives.
No campo da pedagogia musical, destaca-se sua obra Ludus Brasiliensis, centrada no desenvolvimento das possibilidades criativas do aluno.
No mesmo ano, Widmer vai para a Suíça, a fim de escrever uma grande peça para a comemoração dos setecentos anos da Confederação Helvética – um empreendimento que não conseguiu finalizar, pois, pouco depois de sua chegada, descobriria estar gravemente doente. Faleceu em janeiro de 1990, aos 62 anos, em decorrência de um câncer de pâncreas.
Sua produção artística chega ao opus 173 e abrange vários gêneros musicais (peças didáticas, religiosas, de concerto, ópera, balé, música para cinema e teatro) e enorme variedade de formações vocais e instrumentais. Foi membro da Academia Brasileira de Música, tendo ocupado a cadeira 31. Por desejo do compositor,  a Ernst Widmer Gesellschaft, de Aarau, mantém seus manuscritos autógrafos e detém seus direitos autorais.

## Principais obras musicais
- Hommage a Frank Martin, Bela Bartok e Stravinsky para oboé solo, cordas e tímpanos (1959);
- Ceremony after a fire raid" para coro a capella
- Concerto de câmara para violino e orquestra de cordas
- Ave Maria
- Kyrie eleison, para coro a capella
- Ludus Brasiliensis, para piano (1966)
- L'Homme Armé, variações para banda (1967)
- Concerto para violoncelo e orquestra (1968)
- Rondò mobile para piano (1968)
- A última flor, trio e narrador com coreografia (1968)
- Busca, para instrumental de Walter Smetak (1968)
- Diuturno, para orquestra (1969)
- Quinteto II, para sopros (1969)
- Pulsars, para grupo de câmara (1970)
- Quasars, para orquestra (1970)
- Sinopse, para soprano, violino, violoncelo, piano, coro e orquestra (1970)
- Prismas, para piano e orquestra (1971)
- Rumos, para coro, narrador, instrumental de Walter Smetak, orquestra e público (1971)
- Entroncamentos sonoros, para piano, trombones, percussão, cordas e fita (1972)
- Trilema, para vozes (1973)
- Convergência, para quarteto (1973)
- Catálise, para orquestra de câmara (1974).

## Escritos

### Artigos
- Música erudita, um problema de divulgação. Jornal do Brasil, Rio de Janeiro, 22 fev. 1969. Caderno B, p. 4.

- Você sabia? Jornal da Bahia, Salvador, 7-8 jun. 1970. Suplemento A.

- O Ensino da Música nos Conservatórios. Universitas* Revista da UFBA, Salvador, v. 8, p. 175-185, 1971.

- Tentativa de refletir e denunciar sobre 12 maneiras equivocadas de encarar-se arte... ART Revista da Escola de Música e Artes Cênicas da UFBA, Salvador, n. 1, p. 3-9, abr./jun. 1981.

- Tema e Variações. Jornal da Universidade Federal da Bahia, Salvador, 1983, n. 12.

- Anton Walter Smetak. ART Revista da Escola de Música e Artes Cênicas da UFBA, Salvador, n. 10, p. 5-7, abr. 1984.

- Cláusulas e Cadências. ART* Revista da Escola de Música e Artes Cênicas da UFBA, Salvador, n. 11, p. 5-44, ago. 1984.

- Travos e Favos. ART Revista da Escola de Música e Artes Cênicas da UFBA, Salvador, n. 13, p. 63-71, abr. 1985.

- A formação dos compositores contemporâneos... contemporâneos... contemporâneos... 1988, 5 p. (Original datilografado).

- Identidade da Música Brasileira. 1988, 1 p. (Original datilografado).

### Comunicações em congressos e eventos similares
- Grafia e Prática Sonora. In: SIMPÓSIO INTERNACIONAL SOBRE A PROBLEMÁTICA DA ATUAL GRAFIA MUSICAL (1. : 1972 : Roma). Anais. Roma: Instituto Ítalo Latino Americano, 1972. p. 135-163.

- Crítica e Criatividade em 6 Movimentos. Salvador, 1981. (Original datilografado, apresentado na mesa-redonda sobre "Crítica e Criatividade" da XXXIII Reunião Anual da SBPC, em 1981).

- Saudação a Caymmi. In: VEIGA, Manuel, OLIVEIRA, Waldir Freitas de (Eds.). A Música que Nasce do Povo: homenagem a Caymmi. Salvador: Centro editorial e didático da UFBA, 1994, p. 13-19. (Proferida por ocasião da concessão do título de Doutor Honoris Causa a Dorival Caymmi pela UFBA, em 7. 12.1984).

### Monografias
- Problemas da Difusão Cultural. Cadernos de Difusão Cultural da UFBA, Salvador, n. 5, 1979.

- Paradoxon versus Paradigma: Marginálias da Música Ocidental do Último Milênio III - Falsas relações. Salvador: Centro Editorial e Didático do UFBA, 1988, 89p.

### Teses
- Bordão e Bordadura. ART Revista da Escola de Música e Artes Cênicas da UFBA, Salvador, n. 4, p. 9-46, jan./mar. 1982 (concurso ao cargo de Professor Assistente da EMAC/UFBA, realizado em 1970.

- ENTROncamentos SONoros: ensaio a uma didática da música contemporânea. Salvador, 1972, 11 p. (Concurso ao cargo de Professor Titular), EMAC, UFBA.

### Trabalhos didáticos
- Solfejos. 2 vols. realizados em co-autoria com Sonia Born. Salvador, 1954.

- ENTROncamentos SONoros. Eventos didáticos multimídia, visando a apresentação da linguagem musical contemporânea e a introdução de conceitos musicais para o grande público, a partir de obras do Grupo de Compositores da Bahia. Salvador, 1973. A concepção dos eventos e os textos didáticos para as apresentações de Iterações de Jamary Oliveira e Extrême de Lindembergue Cardoso são de autoria de Widmer.[11]

## Discografia
- Quinteto de sopros II. op. 63 (1969 e 1975), Quinteto Villa-Lobos, Pro Memus/FUNARTE MMB 78,015
- Toada do Amor e Salmo 150, Madrigal Renascentista, Afrânio Lacerda, Pro Memus/FUNARTE MMB 79.014
- Rumo Sol-Espiral e Salmo 150, Coral da Universidade de São Paulo, Benito Juarez, Marcus Pereira 4035015
- Duo para violino e piano op. 127 (1981), Jerzy Milewski e Aleida Schweitzer, Pro Memus/FUNARTE MMB 81.023
- Relax-Requiem em forma de variações sobre um coral de J.S.Bach op. 100 (1978), Conjunto Música Nova UFBA, Piero Bastianelli, UFBA 1005
- Trilemma op. 90 (1973), Collegium Vocale, Köln, EMI-Eletrola C. 065-28830
- Sertania: Sinfonia do Sertão, Orquestra Sinfônica da UFBA, Intersom, Fundação Cultural do Estado da Bahia.